# Ricardo Romero de Tejada
Ricardo Romero de Tejada y Picatoste (Madrid, 25 de febrero de 1948) es un político español. Fue alcalde de Majadahonda entre 1989 y 2001 y secretario general del PP Madrid entre 1996 y 2004, cuando le sucedió Francisco Granados.

## Biografía
Es licenciado en Ciencias Económicas. Después de ser consejero en varias entidades bancarias, en 1982 fue a parar como concejal de Alianza Popular en el Ayuntamiento de Majadahonda. En 1987 fue designado presidente de AP en Majadahonda (que más tarde pasó a ser el actual Partido Popular). 
Después de la dimisión de su predecesor, Roberto Rodríguez Solano, del CDS (actual CMJ) el 17 de noviembre de 1989 al no tener apoyo para seguir gobernando, accedió a la alcaldía. Durante las elecciones municipales de 1991 consiguió mayoría absoluta en el ayuntamiento, con 14 de los 21 concejales, resultado que se repitió en 1995. En 1996 fue designado secretario general del Partido Popular de Madrid. Romero de Tejada ganó las elecciones de 1999 pese a haber perdido dos concejales, manteniendo la mayoría absoluta.
El 8 de mayo de 2001 dimitió de su puesto en la alcaldía al no poder compaginarlo con el de secretario general del Partido Popular de Madrid. Aun así continuó siendo presidente de su partido en Majadahonda hasta que el 10 de junio de 2003 dimitió después de 16 años en el cargo. Un año más tarde, en 2004, también dejó el puesto de secretario general del PP Madrid, siendo relevado por Francisco Granados. Desde entonces, siguió siendo consejero de Caja Madrid (actual Bankia).

## Escándalos
Durante su etapa en la alcaldía de Majadahonda, en 1998, fue acusado por la oposición de supuestas irregularidades en el convenio firmado con el Atlético de Madrid para construir su ciudad deportiva en el municipio. En diciembre de 2002 el titular del Juzgado de Instrucción Número 3 de Majadahonda ordenó la apertura de procedimiento abreviado contra Romero de Tejada por presuntos delitos de estafa y apropiación indebida por un terreno situado en el majariego polígono El Carralero.
En calidad de secretario general del PP Madrid, en junio de 2002 protagonizó un conflicto con varios vecinos de San Agustín del Guadalix en una visita a la localidad; le recibieron con enfado, ya que el entonces alcalde Mariano Berzosa (PP) tenía intención de regalar 131 000 m² de la dehesa del pueblo a la Comunidad de Madrid para la recalificación y construcción de viviendas en una vía pecuaria.
Romero de Tejada es uno de los involucrados en el caso de las "tarjetas black" de Caja Madrid. Durante su etapa de consejero en la caja se gastó 212 216 € con su tarjeta black. El 28 de enero de 2015 fue imputado por esta causa, y condenado en 2017 a un año de prisión por un delito continuado de apropiación indebida así como al pago de una responsabilidad civil de 210 424,36 € más intereses de demora.